# Montigny-Lengrain
Montigny-Lengrain település Franciaországban, Aisne megyében. Lakosainak száma 684 fő (2022. január 1.). Montigny-Lengrain Ambleny, Laversine, Mortefontaine, Ressons-le-Long, Saint-Bandry, Vic-sur-Aisne, Bitry, Courtieux és Hautefontaine községekkel határos.

## Népesség
A település népességének változása:
| Lakosok száma | 617  | 574  | 585  | 657  | 694  | 688  | 702  | 704  | 702  | 684  |
|               | 1968 | 1982 | 1990 | 2006 | 2013 | 2015 | 2017 | 2019 | 2020 | 2022 |